# Señorita Cometa
Señorita Cometa o Princess Comet (Cosmic Baton Girl コメットさん☆, Cosmic Baton Girl Kometto-san) es un manga japonés obra de Mitsuteru Yokoyama, adaptado más tarde en dos doramas (series de televisión en imagen real) y una serie de anime. El primero de los doramas, de 1967, fue doblado al español y transmitido en México, Venezuela, Costa Rica , Panamá y Chile , por Televisión Nacional. El anime consta de 43 capítulos y fue dirigido por Mamoru Kanbe. Su estreno tuvo lugar en TV Tokyo del 1 de abril de 2001 al 27 de enero de 2002. El anime ha sido transmitido por Animax en otros países, incluyendo Hong Kong, Taiwán, Corea del Sur, y parte del sur y sureste de Asia, traducidas y dobladas al inglés (con el nombre de Princess Comet) y a otros idiomas.

## Manga y anime
El manga y el anime de Señorita Cometa comparten el mismo argumento.

### Trama
La Señorita Cometa es una adolescente de 12 años, la princesa del país de la Estrella de la Armónica. Va a visitar al príncipe del país de la Estrella del Pandereta, pero descubre que éste ha huido al planeta Tierra, por lo que deberá salir en su búsqueda.

## Dorama (1967)
La primera serie de televisión en imagen real basada en el manga fue producida entre los años 1967 y 1968, constando de 79 episodios de 30 minutos. Sus creadores, Hayashi Mitiko y Mamoru Sasaki, se inspiraron en la historia de Mary Poppins (flime estrenado en 1964) y el programa de televisión Hechizada (Bewitched), que se trasmitió en Japón y con quien compitió en pantalla. Se podría decir que Señorita Cometa es la Mary Poppins japonesa, ya que al igual que la película producida por Disney en 1964, en la serie se combinan la realidad con los dibujos animados, la música y las aventuras de una niñera que llega de un lugar misterioso, con poderes mágicos, a cuidar de dos niños muy traviesos y mal educados. La principal diferencia entre el manga y la película de Disney, es que mientras que Mary Poppins es la nana perfecta que resuelve la vida de la familia, Cometa es una adolescente de 17 años que al tratar de educar a los niños comete errores, se deja llevar por sus impulsos, pero al final, siempre tiene un final positivo en cada capítulo.
El 6 de mayo de 1967 inicia la filmación sin uno de los miembros de la familia Kawagoe, el 13 de mayo se graba la canción del inicio y el 25 de junio se presenta una propaganda televisiva que propone una historia diferente a la planeada.
Originalmente se pensó en una serie de 59 capítulos. La primera temporada de los episodios 1 al 19 fueron realizados en blanco y negro. Hacía uso de efectos especiales, presentando actores acompañados de dibujos animados, modelos animados (mediante la técnica de stop motion), efectos en Chroma Key (Pantalla azul) y actores a diferente escala. A partir del capítulo 20, se estrenó la segunda temporada, ya realizada a color, estrenándose con el episodio "La guerra de los juguetes", donde hay un lucimiento espectacular de efectos especiales en "Stop Motion", esta temporada concluyó en el capítulo 48.
En el transcurso de la serie se incorporaron personajes como el pequeño dragón "Chibigón" (Chibi - pequeño y gon de Dragón "Pequeño Dragón" (Capítulo 14), Betan en su nombre original japonés) y la abuela de Cometa (Capítulos 35 al 44).
La tercera temporada inicia en el capítulo 49 con cambios sustanciales: los actores que interpretaban a los padres fueron cambiados, así como la profesión de los personajes, el padre en la primera y segunda temporada era un físico y la madre una maestra traductora, en la tercera temporada, el padre es un diseñador reconocido de automóviles y la madre una cantante profesional. Incluso, el apellido de la familia también cambió. Primero fue la familia Kawagoe y posteriormente fueron rebautizados como los Hishijara. Este nuevo elenco tuvo una buena acogida por el público japonés, ya que la nueva pareja representaba mejor la imagen de una familia moderna de la época, además de tener mejor química entre ellos y el carácter de los nuevos personajes fue más amoroso y paternalista, a diferencia de los primeros padres, en donde la madre era muy autoritaria y el padre desentendido de la familia por el trabajo. También se incorpora como elenco base, Midori, la mejor amiga de los niños, y de la cual Takeshi estaba enamorado.
Otro cambios importantes que sufrió la serie fue el diseño del dibujo animado del profesor, el exterior e interior de la casa de la familia Ishijara, así como el bastón mágico de Cometa, quien durante las primeras dos temporadas tenía la forma de un bastón rojo y blanco, con dos esferas plateadas con estrellas en sus extremos (como el que utilizan las bastoneras en los desfiles), y para la tercera temporada fue a una varita mágica plateada, como las que utilizan las hadas madrinas de los cuentos infantiles.
La serie debutó  en TBS (Tokio Broadcasting System) el 3 de julio de 1967 y el último capítulo se transmitió el 30 de diciembre de 1968, completando un total de 79 capítulos transmitidos todos los lunes sin fallar a las 7:30 p. m. Ese mismo 30 de diciembre se llevó a cabo una gran fiesta de despedida denominada "Harayuka".
El programa fue doblado al español y transmitido en México (Canal 5 de Telesistema Mexicano, y luego Televisa), Chile (TVN), Venezuela (RCTV) y Costa Rica (Canal 6, 29 dic.1975).
La serie fue increíblemente popular en México (inclusive, más que en Japón). No hay persona en México, mayor de cuarenta años, que no sepa quiénes fueron Señorita Cometa, Takeshi, Koji y Chibigón. Se llegó a transmitir casi ininterrumpidamente durante más de una década (aunque ya no se trasmitía completa pues al final únicamente se programaban al aire 13 de los 79 capítulos y se repetían constantemente) hasta 1985, año en el que sucedió el trágico terremoto del 19 de septiembre en la Ciudad de México. Al igual que mucho material que se encontraba en los archivos de Televisa, las cintas originales con el doblaje en español se perdieron con el derrumbe de parte de la sede de la televisora y los daños que causó la caída de una de las antenas transmisoras.
La serie no se transmitiría otra vez hasta el 2015 a través del canal de televisión mexicano Cadena Tres, esta vez con un doblaje completamente nuevo y la serie completa de principio a fin. Aunque la serie se transmitió hasta el 5 de septiembre de 2015 en dicho canal, la serie no alcanzó el mismo nivel de popularidad, sobre todo en el público más joven. Cabe mencionar que Cadena Tres (señal que finalizó el 26 de octubre de 2015) no contaba con cobertura nacional.

### Trama
La Señorita Cometa (interpretada por Yumiko Kokonoe) es una princesa en el planeta Beta. Por su mal comportamiento y constantes travesuras, es castigada por un mago, llamado El Profesor, que la envía al planeta Tierra, donde trabaja como empleada del hogar y tutora de los hermanos Kawagoe (河越家), Takeshi (武) y Koji (浩二). Casi al final de la primera temporada, Cometa le pide al profesor que le traiga a su "pequeño bebé", Betan (Chibigón en la versión doblada al castellano), un muñeco de tartán en forma de dragón, hecho de tela escocesa, pecho de pana con una cremallera en donde guarda cosas, y una mamila colgada al cuello para tomar leche. Chibigón, que es también un niño, aparece cuando Cometa o los niños lo llaman con una frase especial [¡Chin - Chiro Pa - Pa!], por lo general para cuidar de los niños y/o sacarla a ella y los niños de algún apuro, o bien para hacer travesuras, y siempre a cambio de que llenaran su mamila con leche. Al final de cada capítulo, Cometa es evaluada por El Profesor, quien la califica con marcas en el rostro (números, equis, círculos, etc.), según el comportamiento que haya tenido durante ese capítulo y la lección que haya aprendido en la historia desarrollada durante el episodio.

### Animación y efectos especiales
Tsutomu Shibayama fue el animador del intro o entrada de la serie, y es considerado entre los mejores animadores de Japón, realizó otros destacados trabajos, como son:Tensai Bakabon, Dokonjou Gaeru, Doraemon y Chibimaruko Chan. La música estuvo a cargo de Yamamoto.
Para tener una idea clara del gran esfuerzo que significó hacer la serie, esta es una breve lista de las técnicas en efectos especiales, a cargo de Yonesaburo Tsukiji, utilizadas en la producción de Señorita Cometa:
- Combinación acción en vivo-dibujo animado: La técnica más usada en la serie es justamente la más rechazada por la TV japonesa por el tiempo y costo: la de juntar acción en vivo y caricaturas. Durante buena parte de los capítulos, la interacción de humanos y animación era constante. Ni siquiera la televisión de los Estados Unidos lo ha intentado.

- Stop Motion: Otra técnica única de esta serie, ya que es aún más difícil que coordinar actores y animación. Claro que hay muy buenos ejemplos de esta técnica en occidente, como las películas de Ray Harryhausen y Warner Brothers (actores con Bugs Bunny y el Pato Lucas), pero lo que hace especial a la serie es eso: Se trata de una serie para TV mientras que en occidente se había utilizado solo en largometrajes para cine.

- Stop Frame: Muy parecida al stop motion. Esta técnica se usaba para cuando un objeto tenía que moverse, por ejemplo un sobre abriéndose o un papalote desplegándose.

- Perspectiva forzada: Para aparentar tamaño, se coloca un objeto cerca de la cámara y otro más lejos. También se usa el colocar la cámara en ángulos y usar escenografía o props más grandes o más pequeños según sea el caso.

- Chroma Key ó Pantalla azul: Se utiliza para incrustar personas u objetos en fondos reales o animados.

- Superimposicion: Consiste en filmar 2 cosas separadas y luego empalmarlas.

- Control remoto: En la serie usaban muchas miniaturas motorizadas.

- Animación: La serie insertaba pequeños segmentos animados.
- Reiko Yamagata y Kioko Kita crearon el elenco de ANIMAGIC para la compañía RANKIN-BASS (quienes se dedicaban a hacer series de Stop Motion bajo la técnica denominada ANIMAGIC) Así nació Chibigón (Betan su nombre en japonés). Mide 30 cm, La animadora de él y sus 5 pequeños hermanos Pandilla de Chibigones (episodio 55) así como de Thunderkin Contraataca (episodio 56) fueron manejadas por Fumiko Magari, famosa por muchas otras creaciones.

### Reparto
- Señorita Cometa - Yumiko Kokonoe (九重佑三子) Actriz y cantante nacida el 21 de marzo de 1946.
- Padre - Hiroshi Ashino (Junichiro Kawagoe, capítulos 1-48), Jūzō Itami (Saburo Ishihara, capítulos 49-79)
- Madre - Haruko Mabuchi (Ryuko Kawagoe, capítulos 1-48), Sumiko Sakamoto (Sumiko Ishihara, capítulos 49-79)
- Takeshi - Tadayoshi Kura
- Koji - Akito Kawashima
- Betan (Chibigón) - Voz de Yukari Asai (capítulos 14-63), Voz de Sachiko Chijimatsu (capítulos 64-79)
- Midori - Midori Nishizaki
- Profesor Sensei - Voz de Kousei Yagi
- Abuela de Señorita Cometa - Hisako Hara (capítulos 35-44)
- Director de la escuela primaria (cap.1) - Tatsuo Saito
- Masao Takayama, tutor (cap.8) - Senri Sakurai
- Abuela Kin (cap. 9), Mujer anciana (cap.71) - Toyoko Takechi
- Yumeno, gerente de Entretenimiento (cap. 15) - Bonta Seshi
- Hakuunsai Tozawa, Gran Maestro Ninja (cap. 18), Gensaku, pescador anciano (cap. 54) - Bokuzen Hidari
- Kinoshita, guardia (cap. 31) - Gen Funabashi
- Profesor Taikin (cap. 33) - Tetsu Nakamura
- Yamato, amigo de Takeshi y Koji (varios capítulos) - Tsuguaki Yoshida
- Sasuke, amigo de Takeshi y Koji (varios capítulos) - Masanori Koyama
- Madre de Sasuke (varios capítulos) - Toyo Fukuda
- Pippi, amiga de Takeshi y Koji (varios capítulos) - Narumi Nishimura
- Kosuke Yajima, pintor (cap. 38) - Hirayoshi Aono
- Maestro en Kagoshima (cap. 43) - Michio Kida
- Operador del carrusel (cap. 44) - Tonpei Hidari
- Taro, amigo de Takeshi y Koji (cap. 51) - Mitsunobu Kaneko
- Ochiba, príncipe de las hojas muertas (cap. 77) - Hiroyuki Ohta

### Doblaje al español original de 1967
- Señorita Cometa - Zoila Quiñones
- El Profesor - (Eps 1 - 48) Rubens Mendel (Eps 49 - 79) Fernando Rivas Salazar
- Papá (Sr. Junichiro Kawagoe, eps 1-48) - Ángel Aragón
- Papá (Sr. Saburo Ishihara, eps 49-79) - Francisco Colmenero
- Mamá (Sra. Ryuko Kawagoe, eps 1-48) - Yolanda Mérida
- Mamá (Sra. Sumiko Ishihara, eps 49-79) - Magdalena Ruvalcaba
- Takeshi - María Luisa Alcalá - Diana Santos
- Koji - Sofía Álvarez - Alfonso Obregón
- Chibigón - Yolanda Reynoso - Rocío Arreola
- Midori - Ma. Antonieta de las Nieves
- Presentador e insertos - Bruno Rey - Francisco Colmenero

### Redoblaje al español de 2014
- Señorita Cometa - Betzabé Jara
- Profesor - Jesse Conde Fernando Rivas Salazar
- Papá (Sr. Junichiro Kawagoe, eps 1-48) - Alfonso Obregón
- Papá (Sr. Saburo Ishihara, eps 49-79) - Manuel Campuzano
- Mamá (Sra. Ryuko Kawagoe, eps 1-48) (Sra. Sumiko Ishihara, eps 49-79) - Patricia Hannidez
- Takeshi - Cecilia Gómez
- Koji - Abdeel Silva
- Chibigón - Circe Luna
- Midori - Cristina Hernández
- Presentador e insertos - Jorge Roig

### Datos adicionales del doblaje al español
- En el 2014 se comenzó a redoblar la versión original de la serie para su venta en DVD, así como para su retransmisión por TV abierta, en las pruebas de voz participó también el estudio Bond Moving Media & Networks, siendo el primero en empezar dichas pruebas, el director y el comité de casting consultaron a la Wikia de doblaje viendo que era casi imposible reunir al elenco original, aun así el director decidió hacer prueba de voz a Alfonso Obregón aunque por tiempos no pudo realizarla ahora con el rol del papá, aunque sí terminó interpretando al personaje en la versión definitiva del redoblaje, al final el trabajo se asignó al estudio Dubbing House por cuestión de presupuestos.
- Alfonso Obregón participa en los dos doblajes pero con personajes diferentes , Koji en el doblaje original y el papá en el redoblaje.
- En el episodio 41 en la versión redoblada, Chivigón menciona al exbeisbolista mexicano Fernando Valenzuela.

### Transmisiones en México
Como producto de la unión de los canales 2, 4 y 5 se crea en 1955 la empresa Telesistema Mexicano. En 1968, surge XHTMTV Canal 8, Televisión independiente de México propiedad de un grupo empresarial regiomontano que se instaló en San Ángel Inn (Hoy Televisa San Ángel).
Las primeras emisiones de Señorita Cometa en México se hicieron a través del canal 8 XHTMTV alrededor del año 1971, con el nombre de "Miss Comet". Este canal fue el primero en comprar y transmitir series japonesas tales como Fujimaru del Viento, Goldar (Monstruos del espacio), Sombrita, Fantasmagórico, Ultraman y Ultraseven.
En 1973 se fusionan Telesistema Mexicano y Televisión Independiente de México, para formar TELEVISA S.A. de C.V, con el fin de coordinar, operar y transmitir la señal de canales 2, 4, 5 y 8.
Las series japonesas que se transmitían por canal 8 como Señorita Cometa, pasaron a ser parte de la programación vespertina de canal 5, y fueron presentadas por los inolvidables Tío Gamboín y Rogelio Moreno cada unos en sus respectivos espacios.
En el caso de las transmisiones de Señorita Cometa por canal 5, se transmitieron únicamente los capítulos en color de la segunda y tercera temporadas, mientras que en provincia  y en Sudamérica (Chile, Venezuela ) continuaban retransmitiéndose los capítulos en blanco y negro. A lo largo de la década la serie fue retransmitida en diversas ocasiones, generalmente en horarios que fluctuaban entre las 15:00 y las 19:00 horas dentro de la barra infantil "UNA TARDE DE TELE" casi ininterrumpidamente hasta 1985, cuando el terremoto del 19 de septiembre derrumbó las instalaciones de Televisa Chapultepec y se perdió gran parte de la videoteca que ahí albergaba.

### Aspectos culturales
- La cruz es utilizada para calificar de equivocado mientras que un círculo indica una respuesta acertada.
- El Henohenomoheji.

## Dorama (1978)
Una segunda serie de 68 capítulos con los mismos personajes y diferentes actores se produjo en 1978. Llegó a Latinoamérica en 2005, no alcanzando la misma aceptación de la serie anterior.

### Trama
En un colegio para chicas adolescentes en la constelación de Virgo hay, a manera de graduación para la adultez, la búsqueda de algo hermoso en el universo. La Señorita Cometa viaja en su ovni(nave espacial), la cual empequeñece y oculta en su boca al llegar al planeta Tierra. Se siente atraída por la voz de un cantante terrícola, pide ser su alumna y se convierte en su sirvienta a cambio de comida y alojamiento y, para evitar tocar el tema de su procedencia, finge amnesia. La familia se compone del profesor Kohei Sawano (cantante de música clásica), su esposa Sawako Sawano (dentista), Takeshi Sawano (el hijo mayor) y Koji Sawano (el hijo menor). Cometa hace amistad con Sankichi Eto (futuro cantante y alumno de Kohei), quien está enamorado de Cometa pero no es correspondido.

### Reparto
- Señorita Cometa - Kumiko Ohba
- Kohei Sawano - Kiyoshi Igarashi
- Sawako Sawano - Junko Maya
- Takeshi Sawano - Kazutaka Nishikawa
- Koji Sawano - Kenichi Sato
- Sankichi Eto - Kazuhiro Fukuzaki

### Doblaje al español
- Señorita Cometa - Cristina Hernández
- Sankichi Eto - Eduardo Garza

## Enlaces
- https://www.facebook.com/comettosan
- Página dedicada al primer dorama de Señorita Cometa
- Grupo en Yahoo sobre Señorita Cometa Archivado el 13 de mayo de 2008 en Wayback Machine.
- コメットさん Página en japonés de Señorita Cometa
- Entrevista con Yumiko Kokonoe, 2001
- https://cometomanos.webs.com/producciondelaserie.htm

- Datos: Q843422